# Munkás-társadalomrajz
Munkás-társadalomrajz – a munkások életviszonyainak tárgyilagos feldolgozása helyszíni tényfelvételek alapján. Már az első világháborút megelőző Magyar Társadalomtudományi Társaság Braun Róbert elnöklete alatt Budapesten megalakult Szociográfiai Szakosztályának városra és falura egyaránt kiterjesztett társadalomrajzi kutatásakor felvetődött a munkás-társadalomrajz szükségessége, a két világháború között azonban a megoldatlan parasztkérdés a falukutatást hozta előtérbe. A Gaál Gábor szerkesztette Korunk e tájékozódás egyoldalúságának kiegészítése végett tett kísérletet az erdélyi munkás-társadalomrajz megteremtésére. E célból jelentette meg hasábjain Jordáky Lajos A kolozsvári ipari munkásság c. cikkét (1938/2, 3), majd Téglagyári munkások c. felmérését (1939/7-8). Nagy István Dolgozó leányok c. cikkével jelentkezett (1939/7-8), s egyidejűleg jelent meg Külváros c. munkája (Kolozsvár, 1939, bővítetten. Budapest, 1942). Ezt Bérmunkások c. hasonlóképpen szociográfiai feldolgozása követte (Kolozsvár, 1945). A munkás-társadalomrajz műfajába sorolhatók az 1950-es évektől az 1980-as évekig sűrűn megjelenő riportirodalom kötetei, köztük Dános Miklós, Marosi Barna, Mikó Ervin, Molnár H. Lajos, Orosz Irén, Tar Károly munkástárgyú novellái.
Míg a Magyar gyári munkásság c. tanulmánygyűjtemény a Magyar Közgazdasági Társaság kiadásában (Budapest, 1940) megelégedett egy teljesen politikamentes "szociális helyzetkép"-pel, addig Jordáky Lajos a Népszava hasábjain (1941-43) élesen bírálja ugyan a népi írók "eszmei zűrzavarát", de a népi irodalom valóságszemléletében egy munkásirodalom "paraszt-népi testvérágá"-t ismeri fel.
Az 1944 után kialakuló romániai viszonyok közt a valóságszemlélet jellemzi a munkás-társadalomrajz további kibontakozását, a bekövetkező balos megmerevedések következtében azonban a valóságot voluntarisztikusan megkerülő szocialista realizmus csak a munkáslevelezők manipulálható közléseire s a riportirodalom szubjektív esetlegességeire korlátozza a munkás-társadalomrajzot. Az 1957-ben induló Munkásélet még ilyen körülmények közt is hivatást teljesít a munkásélet és az üzemi alkotómunka ábrázolásával. Az 1989 után bekövetkező társadalmi fordulatban a demokratikus stabilizálódás bizonytalansága, a növekvő gazdasági válság s a szakszervezetek újjászerveződésének kezdeti folyamata egyelőre nem kedvez sem a falukutatás, sem a munkás-társadalomrajz írásbeli folytatásának.